# Heroes of Might and Magic V
Heroes of Might and Magic V è il quinto titolo della fortunata serie, ed il primo ad essere stato pubblicato dalla Ubisoft. È stato distribuito per la prima volta nel Maggio del 2006, da allora sono seguite numerose patch e due espansioni.

## Modalità di gioco
Heroes of Might and Magic 5 è il primo titolo della serie ad essere completamente tridimensionale. La grafica del videogame è la più moderna, dettagliata e colorata dei cinque titoli.
Il gioco presenta 6 fazioni, tutti grandi classici della serie: Rifugio, Silvano, Accademia, Dungeon, Inferno e Necropoli.
La modalità di gioco riprende da vicino quella di Heroes of Might and Magic III, sia per quanto riguarda i potenziamenti alle creature, le strutture delle città, le magie e l'organizzazione delle risorse.
Ancora una volta è presente la rivalità Draghi-Titani che caratterizza la serie dal secondo titolo, nonché lo scontro Angeli-Diavoli, che è rimasta invece costante dal terzo titolo.
Il sistema delle abilità degli eroi è invece cambiato rispetto agli episodi precedenti: adesso esistono abilità secondarie che dipendono dalla scelta di quelle primarie e che non possono dunque essere imparate senza specifici requisiti. Ogni razza ha inoltre un'abilità di specie che la caratterizza e che non può essere imparata da nessuna delle altre fazioni.
Heroes of Might and Magic V presenta inoltre alcune modalità di gioco rivolte esclusivamente al gioco on-line, come la possibilità di scontrarsi con eserciti preimpostati o la modalità fantasma, che consente al giocatore in attesa di muoversi durante il turno dell'avversario, riducendo notevolmente i tempi vuoti che altrimenti caratterizzano un gioco a turni in rete.

## Campagne
Il gioco presenta 6 campagne, una per ogni fazione del gioco.

### Campagna Rifugio
Il Rifugio è abitato dagli umani. Il Sacro Impero del Grifone è il loro regno ed Elrath, il drago della luce, il loro Dio.
La campagna inizia con un'invasione demoniaca che interrompe il matrimonio tra il re Nicolai e Isabel, che sono costretti a separarsi: mentre Nicolai è impegnato in prima linea nella guerra, Isabel cerca di radunare un esercito da mandare in aiuto del re ma viene tradita e catturata dalla badessa Beatrice che rivela di essere Biara, una succube aiutante del signore dei demoni, Agrael. Isabel viene liberata da Godric, ma ormai è troppo tardi, perché Agrael riesce ad uccidere Nicolai che in punto di morte assegna le redini del regno a Isabel proclamandola regina del Sacro Impero del Grifone.

### Campagna Inferno
L'inferno è abitato dai demoni. Il loro regno è Sheogh, il loro dio è Urgash, il drago del caos, è il loro sovrano è guidato da Kha-Beleth signore dei demoni.
Agrael cerca di fuggire da Godric e da Kha-Beleth, infuriato con lui per non essere riuscito a catturare Isabel. Decide quindi di recuperare il cuore del grifone, un amuleto magico in grado di respingere e sconfiggere i demoni, e lo trova in un mausoleo dove, dopo aver sconfitto Veyer, un inviato demoniaco, incontra un'apparizione dell'antico elfo Tieru che gli dà istruzioni sul come trovarlo. Agrael incomincia un viaggio che lo porterà a scontrarsi con gli elfi e, una volta trovato Tieru, questi gli rivelerà che Isabel è collegata all'antica profezia del Messia Oscuro. Essendo innamorato di Isabel, Agrael accetta di sottoporsi al "rito della vera natura" per liberarsi della corruzione demoniaca e riuscire quindi ad aiutare la regina.

### Campagna Necropoli
La necropoli è abitata dai non-morti. Il loro regno è Heresh, e Asha, il drago dell'ordine, è il loro Dio.
A seguito della morte di Nicolai avvenuta nella Campagna Rifugio, nell'Impero del Grifone scoppia una guerra civile. Dopo che il negromante Markal aiuta la regina Isabel a sconfiggere i ribelli, questi le offre il suo aiuto per resuscitare Nicolai. Fidandosi di lui, Isabel lo aiuta a raccogliere i manufatti necessari per l'operazione. Markal uccide il leader dei maghi, Cyrus, e sconfigge Godric, e infine insieme a Isabel si reca alla tomba di Nicolai per effettuare il rituale.

### Campagna Dungeon
Il Dungeon è abitato dagli elfi oscuri. Essi vivono nel regno del sottosuolo, Ygg-Chall, e il loro Dio è Malassa, il drago dell'oscurità.
Il Clan Shadowbrand organizza un torneo per scegliere il prossimo leader a cui partecipa e vince Raelag, un misterioso stregone. Questi, con l'aiuto di un'altra elfa oscura di nome Shadya, sconfigge e riunifica tutti i clan ad eccezione dei Soulscar, alleati con i demoni. Raelag infine incontra Isabel per offrirle il suo aiuto e convincerla a incontrare Tieru per purificarla dall'influenza di Kha-Beleth. Isabel rifiuta, convinta da Markal a continuare il viaggio verso la tomba del re Nicolai.

### Campagna Silvano
Il Silvano è abitato dagli elfi. Essi vivono nel regno di Irollan e il loro Dio è Sylanna, il drago della terra.
Seguendo l'epilogo della Campagna Necropoli, Markal fa risorgere Nicolai sotto forma di vampiro, prende il controllo dell'Impero del Grifone e invade il regno elfico di Irollan. L'elfo Findan difende la capitale ma non riesce a salvare il re elfico Alaron che in punto di morte gli dice di cercare Tieru. Biara uccide Tieru un attimo prima dell'arrivo di Findan, ma quest'ultimo riesce a parlare con il suo spirito, il quale gli rivela le intenzioni di Kha-Beleth: il signore dei demoni ha marchiato Isabel in modo che questa diventi la madre del Messia oscuro, un essere metà demone e metà uomo in grado di scatenare il caos aiutando i demoni a invadere Ashan. Findan recupera da Biara la pergamena necessaria per il rito di purificazione di Isabel, sconfigge il re vampiro Nicolai e parte alla ricerca di Zehir, il figlio del mago Cyrus.

### Campagna Accademia
L'accademia è abitata dai maghi. Essi vivono nel regno delle Città d'Argento e il loro Dio è Sar-Elam, il Settimo drago.
Quando le Città d'Argento vengono invase dai negromanti, il nuovo arcimago Zehir prima riesce a respingere l'invasione e poi ,con l'aiuto di Findan e Godric, uccide Markal. I tre si uniscono a Raelag e Shadya, e il gruppo trova Isabel con l'intenzione di sottoporla al rituale della Vera Natura per liberarla dall'influenza demoniaca. A quel punto Shadya si rivela essere Biara e riesce a scappare a Sheogh portando con sé Isabel. Zehir, Findan, Godric e Raelag le seguono, affrontando e sconfiggendo Kha-Beleth.
La regina Isabel viene salvata ma un bagliore rosso nei suoi occhi testimonia che la guerra con i demoni non è ancora finita e che l'influenza di Kha-Beleth è ancora forte.

## Accoglienza
Essendo il primo titolo della serie prodotto dalla Ubisoft, vi è stata grande attesa e tensione da parte degli appassionati del genere. Heroes of Might and Magic V è stato inizialmente distribuito quando presentava ancora numerosi difetti quali crash improvvisi del gioco, bug durante le campagne nonché un numero molto ridotto di mappe su cui giocare in singolo. I livelli di difficoltà inizialmente presenti -Normale/Duro/Eroico- risultavano inoltre troppo difficili per chi si fosse avvicinato da poco alla serie. Molti di questi problemi sono stati risolti con numerose patch, che hanno corretto i difetti di programmazione, introdotto una modalità Facile per i principianti e migliorato alcuni aspetti non bilanciati del gioco.
Complessivamente, vi è stata una recezione positiva del gioco, sia da parte dei fan della serie che da parte dei fan casuali. Le critiche positive si concentrano intorno alla sua potenza grafica, al nuovo sistema di abilità molto più elaborato dei precedenti e alla caratterizzazione di ciascuna creatura. Quelle critiche negative riguardano invece la scarsa consistenza della trama, che si riflette nella debolezza della campagna, l'intelligenza artificiale non eccellente, nonché un numero troppo ridotto di mappe personalizzate con cui giocare in singolo.
La novità della tridimensionalità del videogame è inoltre al centro di un acceso dibattito tra i fedelissimi della serie, alcuni dei quali sono grandi appassionati di 2D, e vedono dunque nella rinnovata grafica del gioco una sorta di tradimento rispetto ai classici che lo hanno preceduto. I sostenitori del 3D hanno invece trovato in questo titolo la modernizzazione e la svolta da anni attesa per la serie.

## Doppiaggio
| Personaggio                                     | Voce italiana         |
| ----------------------------------------------- | --------------------- |
| Isabel / Freyda / Malsara                       | Simona Biasetti       |
| Godric / Erasial                                | Tony Fuochi           |
| Agrael / Raelag                                 | Massimo Antonio Rossi |
| Markal / Capo dei contadini                     | Riccardo Rovatti      |
| Nicolai / Gilraen / Galan                       | Paolo De Santis       |
| Beatrice / Biara / Shadya / Custode della legge | Anna Giulia Belletti  |
| Kha-Beleth / Kenald                             | Dario Oppido          |
| Veyer / Lord Caldwell                           | Renzo Ferrini         |
| Tieru / Sir Thomas / Stephan                    | Umberto Bortolani     |
| Alaron / Narxes                                 | Dario Turrini         |
| Findan                                          | Alessandro Zurla      |
| Zehir                                           | Andrea Serra          |
| Prete                                           | Raffaello Lombardi    |